# Disco de Festo

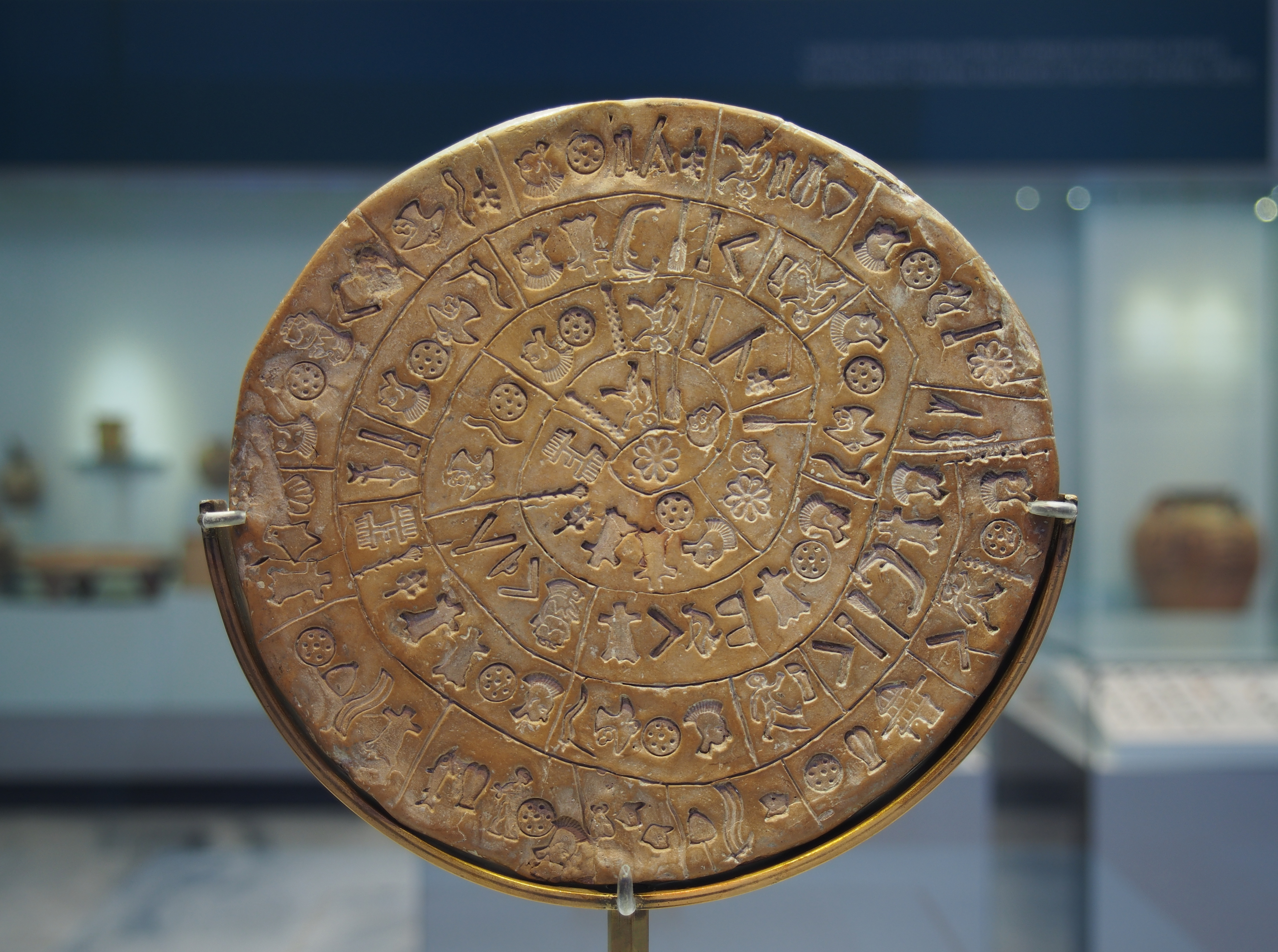
Lado A del disco

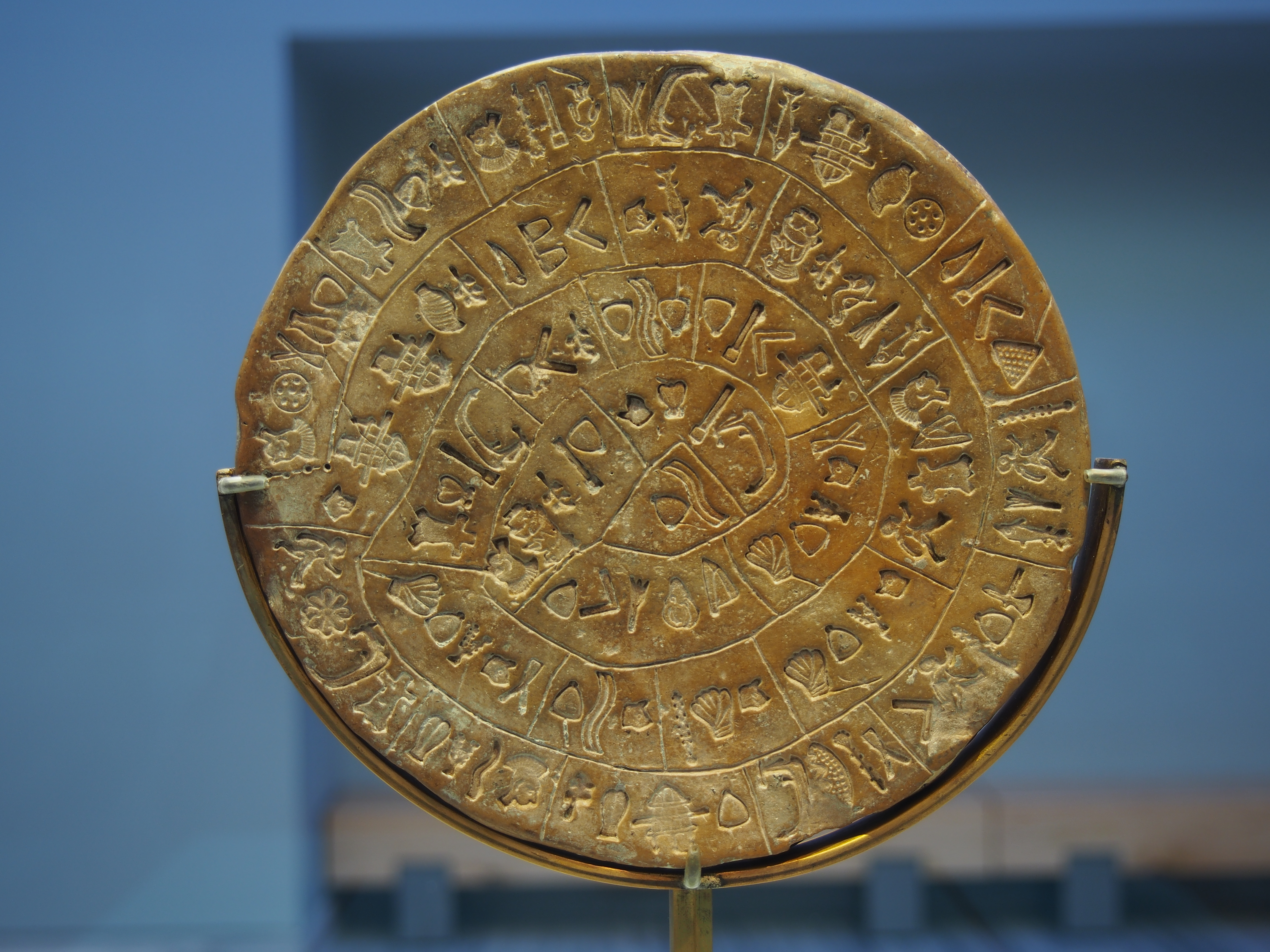
Lado B del disco

El disco de Festo es un disco de arcilla cocida de unos 15 centímetros de diámetro por 1 de grosor con inscripciones en ambas caras fechado a finales de la Edad del Bronce. Fue encontrado el 15 de julio de 1908 por el arqueólogo italiano Luigi Pernier en la excavación del palacio minoico de Festo, cerca de Hagia Tríada, en el sur de Creta. El propósito de uso y su origen aún no han sido determinados, lo que ha convertido a este objeto en uno de los más famosos misterios de la arqueología. Actualmente se encuentra en el museo de Heraklion en Creta, Grecia.
La inscripción fue realizada mediante presión de sellos jeroglíficos preformados sobre la arcilla blanda, en una secuencia en espiral hacia el centro del disco. Este fue luego cocido a alta temperatura. Algunos arqueólogos suponen que la escritura del disco de Festo es minoica, pero no se trata ni del lineal A ni del lineal B. Aproximadamente 10 signos del disco son similares a signos de la escritura lineal. Por esa razón, otros especialistas le atribuyen un origen no cretense. Por ejemplo, según la teoría «protojónica», el disco sería la obra de un pueblo cicládico.

## Antigüedad
Yves Duhoux (1977) lo data entre 1850 y 1650 a. C., basándose en el informe de Pernier que indica que el disco fue hallado en un contexto Minoico Medio inalterado. Jeppesen (1963) lo ubica con posterioridad a 1400 a. C., basándose en una traducción errónea del informe de Pernier. Dudando de la viabilidad del informe de Pernier, Louis Godart (1990) se limita a admitir que arqueológicamente el disco puede datarse en cualquier momento de las épocas minoicas media y tardía. J. Best (en Achterberg et al. 2004) sugiere una fecha en la primera mitad del siglo XIV a. C., fundamentándola en su datación de la tablilla PH1 hallada junto con el disco.
El doctor Jerome M. Eisenberg, editor jefe del Minerva, The International Review of Ancient Art & Archaeology, publicó un artículo afirmando con rotundidad que el disco es un fraude. Según Eisenberg, el disco sería obra de su supuesto descubridor, Luigi Pernier.

## Texto de la inscripción
Hay 61 «palabras», realizadas con 45 signos distintos, 31 en el lado A y 30 en el lado B, numeradas A1 a A31 y B1 a B30, respectivamente, de afuera hacia adentro que parecen constituir un silabario en lugar de un alfabeto. La siguiente transcripción es una lectura siguiendo ese orden (con los signos «cabeza emplumada» al comienzo de las palabras y los signos de tachadura al final). La palabra más corta tiene dos símbolos, y la más larga siete. Las marcas o tachaduras se transcriben aquí como barras diagonales (/). La transcripción comienza en la línea vertical de cinco puntos, circulando una vez por el borde del disco en el sentido de las agujas del reloj (13 palabras en A, 12 en B) antes de continuar en espiral hacia el centro (18 palabras más en cada lado). El signo final de una palabra en A8 está borrado; Godart hace notar que podría parecerse a los signos 3 o 20. Evans consideró el lado A como el frente, pero desde entonces nuevos argumentos técnicos hacen inclinarse a pensar que el lado frontal es el B. 
Hay que mencionar que el sentido de lectura es uno de los clásicos temas de discusión entre los especialistas. La lectura de exterior a interior mencionada en el párrafo anterior no es la más aceptada ni mucho menos.
Los signos de la transcripción mostrados más abajo aparecen orientados de izquierda a derecha (o de derecha a izquierda, si se comienza la lectura por el centro de la espiral en lugar de su borde exterior), y pueden ser leídos siguiendo la dirección de los perfiles de las figuras humanas y animales tal como se leen los jeroglíficos anatolios. Pero en egipcio se lee en contra, o sea, al revés. Por lo que de haberse seguido el sistema egipcio se justificaría la lectura del disco de afuera hacia dentro.
| (A1)  | (A2)  | (A3)  | (A4)     |
| (A5)  | (A6)  | (A7)  | (A8) [.] |
| (A9)  | (A10) | (A11) | (A12)    |
| (A13) | (A14) | (A15) | (A16)    |
| (A17) | (A18) | (A19) | (A20)    |
| (A21) | (A22) | (A23) | (A24)    |
| (A25) | (A26) | (A27) | (A28)    |
| (A29) | (A30) | (A31) |          |
| (B1)  | (B2)  | (B3)  | (B4)     |
| (B5)  | (B6)  | (B7)  | (B8)     |
| (B9)  | (B10) | (B11) | (B12)    |
| (B13) | (B14) | (B15) | (B16)    |
| (B17) | (B18) | (B19) | (B20)    |
| (B21) | (B22) | (B23) | (B24)    |
| (B25) | (B26) | (B27) | (B28)    |
| (B29) | (B30) |       |          |

En transcripción numérica:
Lado A:
02-12-13-01-18/ 24-40-12 29-45-07/ 29-29-34 02-12-04-40-33 27-45-07-12 27-44-08 02-12-06-18-? 31-26-35 02-12-41-19-35 01-41-40-07 02-12-32-23-38/ 39-11
02-27-25-10-23-18 28-01/ 02-12-31-26/ 02-12-27-27-35-37-21 33-23 02-12-31-26/ 02-27-25-10-23-18 28-01/ 02-12-31-26/ 02-12-27-14-32-18-27 06-18-17-19 31-26-12 02-12-13-01 23-19-35/ 10-03-38 02-12-27-27-35-37-21 13-01 10-03-38
Lado B:
02-12-22-40-07 27-45-07-35 02-37-23-05/ 22-25-27 33-24-20-12 16-23-18-43/ 13-01-39-33 15-07-13-01-18 22-37-42-25 07-24-40-35 02-26-36-40 27-25-38-01
29-24-24-20-35 16-14-18 29-33-01 06-35-32-39-33 02-09-27-01 29-36-07-08/ 29-08-13 29-45-07/ 22-29-36-07-08/ 27-34-23-25 07-18-35 07-45-07/ 07-23-18-24 22-29-36-07-08/ 09-30-39-18-07 02-06-35-23-07 29-34-23-25 45-07/
La «cabeza emplumada» (02) sólo está al comienzo de las palabras, seguida en 13 ocasiones por el «escudo» (12, que en algunas ocasiones está al final de una palabra). Seis palabras aparecen dos veces cada una:
la secuencia de tres palabras 02-27-25-10-23-18 28-01/ 02-12-31-26/ aparece dos veces (A14-16, A20-22). En A19 aparece por tercera vez 02-12-31-26/. Otras cuatro palabras aparecen dos veces cada una, 02-12-27-27-35-37-21 (A17, A29), 10-03-38 (A28, A31), 22-29-36-07-08/ (B21, B26) y 29-45-07/ (A3, B20).

## Misterio sobre la tecnología
Se estima que el disco fue creado sobre el año 1750 a. C., lo cual lo convertiría en el primer documento impreso de la historia. En lugar de estar grabado a mano como los escritos de Lineal A y Lineal B de Creta el disco fue impreso en arcilla blanda que luego fue endurecida al cocerla mediante 45 sellos en relieve. La fabricación de dichos sellos debió ser muy trabajosa, por lo que se deduce que el poseedor debía de realizar bastantes textos y con una mayor rapidez que si los hiciese a mano. Se podría pues decir que es un precursor de los distintos tipos de imprenta usadas en China 2500 años después y en la Europa medieval 3100 años más adelante.

### Intentos de descifrado
- Aartun, Kjell, «Der Diskos von Phaistos; Die beschriftete Bronzeaxt; Die Inschrift der Taragona-tafel.» Die minoische Schrift: Sprache und Texte vol. 1. Wiesbaden: Harrassowitz (1992) ISBN 3-447-03273-1
- Achterberg, Winfried; Best, Jan; Enzler, Kees; Rietveld, Lia; Woudhuizen, Fred, The Phaistos Disc: A Luwian Letter to Nestor, Publications of the Henry Frankfort Foundation vol XIII. Ámsterdam: Dutch Archeological and Historical Society, 2004
- Balistier, Thomas, The Phaistos Disc - an account of its unsolved mystery, Verlag Thomas Balistier, 2000 (citado más arriba); describe los intentos de descifrado de Aarten y Ohlenroth.
- Faucounau, Jean, Le déchiffrement du Disque de Phaistos y Les Proto-Ioniens: histoire d'un peuple oublié, París: 1999 y 2001.
- Fischer, Steven R., Evidence for Hellenic Dialect in the Phaistos Disk, Herbert Lang (1988), ISBN 3-261-03703-2
- Gordon, F. G. Through Basque to Minoan: transliterations and translations of the Minoan tablets. Londres: Oxford University Press, 1931.
- Hausmann, Axel, Der Diskus von Phaistos. Ein Dokument aus Atlantis. BoD GmbH, 2002, ISBN 3-8311-4548-2.
- Hempl, George (enero de 1911). «The Solving of an Ancient Riddle: Ionic Greek before Homer». Harper's Monthly Magazine 122 (728). pp. 187-198.
- Martin, Adam, Der Diskos von Phaistos - Ein zweisprachiges Dokument geschrieben in einer frühgriechischen Alphabetschrift, Ludwig Auer Verlag (2000), ISBN 3-9807169-1-0.
- Massey, Kevin y Keith Mysteries of History Solved - interpretado como dialecto griego, escrito en la escritura syllabic); Estados Unidos 2003
- Mosenkis, Iurii The Phaistos Disk as a Minoan Star Compass - interpretado como brújula griega ), 2010.
- Ohlenroth, Derk, Das Abaton des lykäischen Zeus und der Hain der Elaia: Zum Diskos von Phaistos und zur frühen griechischen Schriftkultur,  M. Niemeyer (1996), ISBN 3-484-80008-9.
- Polygiannakis, Ο Δισκος της Φαιστού Μιλάει Ελληνικά (El disco de Festo habla en griego). Atenas:  Georgiadis, 2000.
- Pomerance, Leon, The Phaistos Disk: An Interpretation of Astronomical Symbols. Gotemburgo:  Paul Astroms forlag, 1976. Recensión de D. H. Kelley en The Journal of Archeoastronomy (Vol II, número 3, verano de 1979)
- Schwartz, Benjamin (1959). «The Phaistos disk». Journal of Near Eastern Studies 18 (2). pp. 105-112.
- Stawell, F. Melian (abril de 1911). «An Interpretation of the Phaistos Disk». The Burlington Magazine for Connoisseurs 19 (97). pp. 23-29; 32-38. URL en JSTOR